# Pathaan
Pathaan ist ein indischer Spionage-Action-Thriller des Regisseurs Siddhart Anand. Er ist der vierte Film innerhalb des YRF Spy Universe und die Fortsetzung des 2019 erschienenen Films War. Der Film wurde am 25. Januar 2023 von Yash Raj Films in Deutschland und Indien veröffentlicht.

## Handlung
2019 widerruft die indische Regierung Artikel 370, der Jammu und Kaschmir einen Sonderstatus zuspricht. Die Nachricht betrifft den krebskranken pakistanischen Armeegeneral Qadir, der beschließt, sich an Indien zu rächen. Er unterschreibt einen Vertrag mit Jim, der „Outfit X“, eine private Terrororganisation leitet. In der Zwischenzeit eröffnen Pathaan, ein ehemaliger RAW -Agent und sein leitender Offizier Nandini eine Einheit namens „Joint Operation and Covert Research“ (JOCR), in der Agenten rekrutiert werden, die aufgrund eines Traumas oder einer Verletzung gezwungen waren, sich zurückzuziehen.
Mit der Zustimmung des gemeinsamen RAW-Sekretärs, Colonel Sunil Luthra, reisen Pathaan und sein Team nach Dubai, um die Pläne von Outfit X zu stoppen, den Präsidenten von Indien auf einer wissenschaftlichen Konferenz anzugreifen. Sie erkennen jedoch, dass ihr Plan darin bestand, zwei Wissenschaftler zu entführen. Jim greift den Konvoi der Wissenschaftler an und Pathaan versucht ihn aufzuhalten. Es kommt zu einem Kampf, bei dem Jim mit einem der Wissenschaftler entkommen kann. Luthra enthüllt, dass Jim ein ehemaliger RAW-Agent und Kabirs Partner war, der für seine Tapferkeit mit dem Vir-Chakra ausgezeichnet wurde, nachdem die Agentur seinen Körper als Somalier nicht finden konnten, töteten Terroristen seine Frau und sein ungeborenes Kind bei einer Verhandlung, die schiefgelaufen war. Er hatte offenbar seinen Tod vorgetäuscht, um sich an der Agentur und dem Land zu rächen, weil sie seine Familie nicht gerettet hatten.
Unterdessen erfährt Pathaan von dem Codewort „Raktbeej“ und auch, dass die Toten in Dubai Ex-Agenten waren und ihr Geld vom Konto von Rubina Mohsin, einer pakistanischen Ärztin in Spanien, überwiesen wurde. Er reist nach Spanien und wird von Jims Männern gefangen genommen, wo er erfährt, dass Rubina eine Ex-ISI-Agentin ist. Als Jim sein Versteck verlässt, greift Rubina Jims Männer an und entkommt mit Pathaan. Rubina enthüllt, dass Raktbeej in Moskau ist, wohin sie reisen, um ihn zu stehlen, bevor Jim es tut. Rubina verrät Pathaan jedoch und lässt ihn von der Polizei gefangen nehmen. Es wird offenbart, dass Jim Rubina benutzt hat, um Pathaan dazu zu bringen, den Raktbeej für sich selbst zu stehlen. Pathaan wird gefangen genommen und mit dem Zug ins Gefängnis gebracht, aber von Tiger gerettet.
Drei Jahre später reist Pathaan nach Afrika und nimmt Jims Handlanger Raafe gefangen. Er trifft Nandini und enthüllt, dass Jim zwei Säbelraketen gekauft hat, während Nandini Rubinas Aufenthaltsort in Paris preisgibt. Pathaan trifft auf Rubina, die enthüllt, dass der Raktbeej ein von Pocken entworfener mutierter tödlicher Virus ist, der von dem Wissenschaftler Jim gefangen genommen wurde. Sie drückt auch Schuldgefühle darüber aus, Pathaan verraten zu haben, ohne zu wissen, dass ihr Land einen solchen Angriff planen würde. Sie reisen zu Jims Labor in Sibirien und schaffen es, eine Kugel mit dem Virus zu bergen, während Jim mit der anderen entkommt. Pathaan und sein Team begeben sich in ein Labor, um einen Impfstoff gegen das Virus herzustellen.
Jim ruft sie an und enthüllt, dass die Kugel das Virus bereits im Labor verbreitet hat. Die infizierten Wissenschaftler sterben zusammen mit Nandini im Labor, indem sie sich selbst erschießen, und das Labor wird in einer kontrollierten Explosion zerstört, um die Ausbreitung des Virus zu verhindern. Jim stellt ein Ultimatum indischer Soldaten innerhalb von 24 Stunden aus Kaschmir zu evakuieren. Pathaan befragt Raafe nach dem Standort der Rakete und erfährt, dass sich die Rakete in Afghanistan befindet. Indem sie Jims Soldaten in eine Falle locken, greifen Pathaan und sein Team Jims Basis an, wo Qadir von Rubina getötet wird, bevor sie die Rakete aktivieren, die das Virus enthält. Pathaan jagt Jim mit einem Jetpack hinterher, und beide landen in einer Kabine mit Blick auf eine Klippe.
Währenddessen deaktiviert Rubina die Rakete, stellt jedoch fest, dass sich Raktbeej nicht in der Rakete befindet, sondern in einem Passagierflugzeug, das kurz vor der Landung in Delhi steht. Sie informiert Pathaan, der herausfindet, dass Jim den Zünder hat. Luthra ruft die Flugsicherung an, um zu verhindern, dass das Flugzeug in Delhi landet. In der Kabine kämpfen Pathaan und Jim, als die Kabine beginnt, von der Klippe zu rutschen. Obwohl Pathaan von Jim erstochen wird, stiehlt er den Zünder, deaktiviert Raktbeej und wirft Jim aus der Kabine, was scheinbar zu seinem Tod führt. Danach wird Pathaan wieder in RAW aufgenommen und zum Leiter von JOCR ernannt, während Nandini Mohsin für ihren Mut ausgezeichnet wird.
In einer Mid-Credit-Szene sind Pathaan und Tiger zu sehen, wie sie darüber nachdenken, in den Ruhestand zu gehen und junge Agenten vorschlagen, die sie ersetzen könnten, aber schließlich beschließen, die Bedrohungen selbst weiter zu bekämpfen.

## Synchronisation
| Rolle          | Schauspieler     | Synchronsprecher |
| -------------- | ---------------- | ---------------- |
| Pathaan        | Shah Rukh Khan   | Pascal Breuer    |
| Colonel Luthra | Rana Ashutosh    | Henning Bormann  |
| General Qadir  | Manish Wadhwa    | Ingo Albrecht    |
| Rubai          | Deepika Padukone | Gundi Eberhard   |
| Sabba          | Nikhat Khan      | Ilka Teichmüller |

## Rezeption

### Einspielergebnis
Pathaan konnte an seinem Startwochenende ca. 6,9 Millionen US-Dollar in den USA einspielen. Der Film hat bisher insgesamt über 128 Millionen US-Dollar eingespielt und ist somit einer der erfolgreichsten indischen Filme des Jahres 2023 sowie der erfolgreichste Film seiner eigenen Reihe.

### Kritiken
Der Film wurde von Kritikern und Fans gemischt aufgenommen. Auf Metacritic erhielt der Film bei 7 Rezensionen eine Punktzahl von 47. Bei Rotten Tomatoes konnte der Film 83 % der 30 Kritiker überzeugen und erhielt eine durchschnittliche Bewertung von 6,8/10. Auf IMDb erhielt der Film 5,9 von 10 möglichen Punkten.